# B-Juniorinnen-Bundesliga 2023/24
Die Saison 2023/24 war die zwölfte und letzte Spielzeit der B-Juniorinnen-Bundesliga. Die Saison begann am 9. September 2023. Die Spielserien endeten am 27. April 2024. Gespielt wurde in drei Staffeln mit jeweils zehn Mannschaften. Anschließend wurde in einer K.-o.-Runde der Deutsche Meister ermittelt.

## Staffel Nord/Nordost
Hertha BSC übernahm den Platz von Hertha 03 Zehlendorf.

### Tabelle
| Pl.             | Verein                      | Sp. | S  | U | N  | Tore    | Diff. | Punkte |
| --------------- | --------------------------- | --- | -- | - | -- | ------- | ----- | ------ |
| 1.              | SpVg Aurich (S)             | 18  | 12 | 3 | 3  | 047:100 | +37   | 39     |
| 2.              | VfL Wolfsburg               | 18  | 10 | 5 | 3  | 022:900 | +13   | 35     |
| 3.              | Hamburger SV                | 18  | 9  | 1 | 8  | 036:260 | +10   | 28     |
| 4.              | Werder Bremen               | 18  | 9  | 1 | 8  | 039:310 | +8    | 28     |
| 5.              | Eimsbütteler TV             | 18  | 8  | 4 | 6  | 027:220 | +5    | 28     |
| 6.              | Magdeburger FFC             | 18  | 7  | 5 | 6  | 024:230 | +1    | 26     |
| 7.              | FC Viktoria 1889 Berlin (N) | 18  | 8  | 2 | 8  | 032:330 | −1    | 26     |
| 8.              | Hertha BSC                  | 18  | 6  | 5 | 7  | 024:270 | −3    | 23     |
| 9.              | SV Meppen                   | 18  | 5  | 4 | 9  | 024:340 | −10   | 19     |
| 10.             | Harburger TB 1865 (N)       | 18  | 1  | 0 | 17 | 013:730 | −60   | 03     |
| Stand: Endstand |                             |     |    |   |    |         |       |        |

Platzierungskriterien: 1. Punkte – 2. Tordifferenz – 3. geschossene Tore

| (S) | Staffelsieger 2023 |
| (N) | Neu/Aufsteiger     |

## Staffel West/Südwest
Der 1. FSV Mainz 05 übernahm den Platz von TSV Schott Mainz.

### Tabelle
| Pl.             | Verein                    | Sp. | S  | U | N  | Tore    | Diff. | Punkte |
| --------------- | ------------------------- | --- | -- | - | -- | ------- | ----- | ------ |
| 1.              | Borussia Mönchengladbach  | 18  | 12 | 3 | 3  | 063:160 | +47   | 39     |
| 2.              | FSV Gütersloh 2009        | 18  | 11 | 6 | 1  | 053:120 | +41   | 39     |
| 3.              | 1. FC Köln                | 18  | 12 | 2 | 4  | 062:200 | +42   | 38     |
| 4.              | SGS Essen                 | 18  | 10 | 5 | 3  | 048:130 | +35   | 35     |
| 5.              | Bayer 04 Leverkusen (M)   | 18  | 10 | 5 | 3  | 045:140 | +31   | 35     |
| 6.              | 1. FSV Mainz 05           | 18  | 7  | 3 | 8  | 053:450 | +8    | 24     |
| 7.              | Arminia Bielefeld (N)     | 18  | 5  | 4 | 9  | 030:580 | −28   | 19     |
| 8.              | SG 99 Andernach           | 18  | 3  | 2 | 13 | 020:450 | −25   | 11     |
| 9.              | 1. FFC Kaiserslautern (N) | 18  | 2  | 1 | 15 | 011:750 | −64   | 07     |
| 10.             | TuS Issel                 | 18  | 2  | 1 | 15 | 017:104 | −87   | 07     |
| Stand: Endstand |                           |     |    |   |    |         |       |        |

Platzierungskriterien: 1. Punkte – 2. Tordifferenz – 3. geschossene Tore

| (M) | Deutscher Meister 2023 |
| (N) | Neu/Aufsteiger         |

## Staffel Süd

### Tabelle
| Pl.             | Verein                  | Sp. | S  | U | N  | Tore    | Diff. | Punkte |
| --------------- | ----------------------- | --- | -- | - | -- | ------- | ----- | ------ |
| 1.              | TSG 1899 Hoffenheim     | 18  | 14 | 1 | 3  | 035:140 | +21   | 43     |
| 2.              | FC Bayern München       | 18  | 13 | 3 | 2  | 067:200 | +47   | 42     |
| 3.              | Eintracht Frankfurt (S) | 18  | 12 | 2 | 4  | 040:130 | +27   | 38     |
| 4.              | FSV Hessen Wetzlar (N)  | 18  | 11 | 2 | 5  | 023:190 | +4    | 35     |
| 5.              | SC Freiburg             | 18  | 9  | 1 | 8  | 030:300 | ±0    | 28     |
| 6.              | 1. FC Nürnberg          | 18  | 8  | 3 | 7  | 027:230 | +4    | 27     |
| 7.              | Karlsruher SC           | 18  | 5  | 5 | 8  | 027:290 | −2    | 20     |
| 8.              | FC Forstern (N)         | 18  | 4  | 2 | 12 | 021:430 | −22   | 14     |
| 9.              | 1. FC Donzdorf          | 18  | 3  | 1 | 14 | 017:470 | −30   | 10     |
| 10.             | VfL Sindelfingen        | 18  | 0  | 2 | 16 | 005:540 | −49   | 02     |
| Stand: Endstand |                         |     |    |   |    |         |       |        |

Platzierungskriterien: 1. Punkte – 2. Tordifferenz – 3. geschossene Tore

| (S) | Staffelsieger 2023 |
| (N) | Neu/Aufsteiger     |

## Endrunde um die Deutsche B-Juniorinnen-Meisterschaft 2024
Folgende Mannschaften qualifizierten sich für die Endrundenspiele:
- Meister der Staffel Nord/Nordost
- Vizemeister der Staffel Nord/Nordost
- Meister der Staffel West/Südwest
- Meister der Staffel Süd

### Halbfinale
Die Hinspiele fanden am 11. Mai, die Rückspiele am 18. Mai 2024 statt.
|                     | Gesamt |                          | Hinspiel | Rückspiel |
| ------------------- | ------ | ------------------------ | -------- | --------- |
| SpVg Aurich         | 1:2    | Borussia Mönchengladbach | 0:1      | 1:1       |
| TSG 1899 Hoffenheim | 1:0    | VfL Wolfsburg            | 1:0      | 0:0       |

### Finale
Das Finale fand am 25. Mai 2024 im Mönchengladbacher Borussia-Park statt.
| Borussia Mönchengladbach                        | Borussia Mönchengladbach | TSG 1899 Hoffenheim | TSG 1899 Hoffenheim |
| ----------------------------------------------- | --- | --- | ------------------- |
| Borussia Mönchengladbach                        | \| Finale \| \| 25. Mai 2024 in Mönchengladbach (Borussia-Park) \| \| Ergebnis: 1:0 (0:0) \| \| Zuschauer: 1268 \| \| Schiedsrichterin: Celina-Sophie Böhm (Hamburg) \| | \| Finale \| \| 25. Mai 2024 in Mönchengladbach (Borussia-Park) \| \| Ergebnis: 1:0 (0:0) \| \| Zuschauer: 1268 \| \| Schiedsrichterin: Celina-Sophie Böhm (Hamburg) \| | TSG 1899 Hoffenheim |
| Borussia Mönchengladbach                        | Lea Egbers – Luna Wittwer, Sina Potjans, Miriam Arici, Ina Gossens, Greta Oerding (80.+5′ Jana Borchart), Maud Thomassen, Kiki Scholten (47. Alina Abdii), Fiona Itgenshorst, Mia Giesen (80.+5′ Jennifer Mann), Leonie Köpp (80.+2′ Guusje Elisabeth Josephina de Vreese) Cheftrainer: Daniel Giebel | Romy Bräutigam – Marlen Helmstetter, Norina Michelfelder, Rieke Jungebloed, Svenja Vöhringer, Tamina Steiner (58. Lea Sophie Kamuf), Lisiana Veljija (77. Fee Lüttge), Vanessa Herre, Jule Krips (41. Lily Joan Bettencourt), Maryam Melissanidis (68. Amber Blust), Tala Winter Cheftrainer: Christopher Holzer | TSG 1899 Hoffenheim |
| Borussia Mönchengladbach                        | 1:0 Giesen (80.+1′) | | TSG 1899 Hoffenheim |
| Borussia Mönchengladbach                        | Oerding, Giebel | | TSG 1899 Hoffenheim |
| Finale                                          | | |                     |
| 25. Mai 2024 in Mönchengladbach (Borussia-Park) | | |                     |
| Ergebnis: 1:0 (0:0)                             | | |                     |
| Zuschauer: 1268                                 | | |                     |
| Schiedsrichterin: Celina-Sophie Böhm (Hamburg)  | | |                     |